# Melanodexia glabricula
Melanodexia glabricula är en tvåvingeart som först beskrevs av Jacques-Marie-Frangile Bigot 1888.  Melanodexia glabricula ingår i släktet Melanodexia och familjen spyflugor.
Artens utbredningsområde är Kalifornien. Inga underarter finns listade i Catalogue of Life.